# Eulasia chalybaea
Eulasia chalybaea är en skalbaggsart som beskrevs av Franz Faldermann 1835. Eulasia chalybaea ingår i släktet Eulasia och familjen Glaphyridae. Utöver nominatformen finns också underarten E. c. brenskei.